# Mistrzostwa Europy w Wioślarstwie 1961
51. Mistrzostwa Europy w Wioślarstwie odbyły się w dniach 18-20 sierpnia (zawody kobiet) oraz 24-28 sierpnia (zawody mężczyzn) 1961 r. w czechosłowackiej Pradze (po raz 2. w historii). Mężczyźni rywalizowali w 7, a kobiety w 5 konkurencjach wioślarskich na przepływającej przez miasto rzece Wełtawie. 

## Medaliści

### Mężczyźni
| Konkurencja                 | Złoto | Czas    | Srebro | Czas    | Brąz | Czas    | Źródło |
| --------------------------- | --- | ------- | --- | ------- | --- | ------- | ------ |
| M1x (jedynka)               | Wiaczesław Iwanow | 7:21.61 | Vladimír Andrs | 7:29.65 | Seymour Cromwell | 7:31.32 | [ 2 ]  |
| M2x (dwójka podwójna)       | ZSRR Aleksandr Bierkutow · Jurij Tiukałow | 6:33.61 | Wielka Brytania Nicholas Birkmyre · George Justicz | 6:35.41 | Czechosłowacja Václav Kozák · Pavel Schmidt | 6:35.57 | [ 3 ]  |
| M2- (dwójka bez sternika)   | RFN Günther Zumkeller · Dieter Bender | 7:01.95 | Finlandia Veli Lehtelä · Toimi Pitkänen | 7:03.16 | Holandia Ernst Veenemans · Steven Blaisse | 7:04.20 | [ 4 ]  |
| M2+ (dwójka ze sternikiem)  | ZSRR Zigmas Jukna · Antanas Bagdonavičius · Gerdas Morhus (sternik) | 7:45.39 | Rumunia Ionel Petrov · Ilie Husarenco · Oprea Păunescu (sternik) | 7:50.72 | Czechosłowacja Václav Chalupa · Miroslav Strejček · Jan Dvořák (sternik) | 7:55.09 | [ 5 ]  |
| M4- (czwórka bez sternika)  | Włochy Renato Bosatta · Tullio Baraglia · Giancarlo Crosta · Giuseppe Galante                                                                                                | 6:28.29 | ZSRR Walentin Morkowkin · Igor Achriemczik · Anatolij Tarabrin · Jurij Baczurow                                                                                          | 6:30.37 | RFN Klaus Wegner · Manfred Uellner · Klaus Riekemann · Günter Schroers | 6:32.84 | [ 6 ]  |
| M4+ (czwórka ze sternikiem) | RFN Karl-Heinz Hopp · Klaus Bittner · Kraft Schepke · Frank Schepke · Reinhold Brümmer (sternik)                                                                             | 6:33.13 | ZSRR Oleg Aleksandrow · Boris Fiodorow · Jurij Suslin · Anatolij Fiodorow · Igor Rudakow (sternik)                                                                       | 6:38.04 | Włochy Vito Casalucci · Michele Vertuccio · Salvatore Ibba · Francesco Staiti · Giuseppe Giorgianni (sternik)                                                                    | 6:39.40 | [ 7 ]  |
| M8+ (ósemka)                | Włochy Romano Sgheiz · Giovanni Zucchi · Raffaele Viviani · Giuseppe Palese · Fulvio Balatti · Giampiero Gilardi · Vinico Brondi · Sereno Brunello · Ivo Stefanoni (sternik) | 5:52.75 | RFN Wolfgang Tietenberg · Detlef Raatz · Joachim Schulz · Peter Riff · Bernd-Jürgen Marschner · Peter Neusel · Bernhard Britting · Manfred Ross · Jürgen Oelke (sternik) | 5:53.40 | Francja Christian Puibaraud · Jean-Pierre Bellet · Joseph Moroni · Robert Dumontois · Gaston Mercier · Bernard Meynadier · Émile Clerc · Michel Viaud · Alain Bouffard (sternik) | 5:54.11 | [ 8 ]  |

### Kobiety
| Konkurencja                           | Złoto | Czas    | Srebro | Czas    | Brąz | Czas    | Źródło        |
| ------------------------------------- | --- | ------- | --- | ------- | --- | ------- | ------------- |
| W1x (jedynka)                         | Kornélia Pap | 3:48.96 | Alena Postlová | 3:52.08 | Zoja Rakicka | 3:53.46 | [ 9 ]         |
| W2x (dwójka podwójna)                 | ZSRR Walentina Kalegina · Galina Wiesierkowska-Samorodowa | 3:34.32 | NRD Hannelore Göttlich · Helga Kolbe | 3:37.04 | Rumunia Ana Tamaș · Florica Ghiuzelea | 3:42.12 | [ 10 ] [ 11 ] |
| W4x+ (czwórka podwójna ze sternikiem) | ZSRR Walentina Wasiljewa · Ludmiła Susłowa · Aino-Eliise Pajusalu · Nina Polakowa · Tamara Iwanowa (sternik)                                                                                    | 3:24.87 | Czechosłowacja Marta Šípová · Jarmila Plocarová · Světla Bartáková · Hana Musilová · Ivana Potočníková (sternik)                                                                    | 3:28.43 | NRD Helga Kolbe · Helga Schlittermann · Helga Ammon · Ursula Pankraths · Carla Frister (sternik)                                                                            | 3:28.83 | [ 12 ] [ 11 ] |
| W4+ (czwórka ze sternikiem)           | ZSRR Walentina Tieriechowa · Nadieżda Skunkowa · Ełła Siergiejewa · Nina Szamanowa · Walentina Timofiejewa (sternik)                                                                            | 3:28.08 | Rumunia Emilia Rigard · Ana Tamaș · Florica Ghiuzelea · Iuliana Bulugioiu · Ștefania Borisov (sternik)                                                                              | 3:32.14 | NRD Ingrid Graf · Waltraud Dinter · Marianne Mewes · Hilde Amelang · Elfriede Boetius (sternik)                                                                             | 3:36.96 | [ 13 ] [ 11 ] |
| W8+ (ósemka)                          | ZSRR Zinaida Kiriłlina · Wiera Riebrowa · Walentina Sirsikowa · Nonna Piecernikowa · Nina Korobkowa · Lidija Zontowa · Zinaida Korotowa · Nadieżda Goncarowa · Walentina Dobrodiejewa (sternik) | 3:13.59 | NRD Waltraud Böhlmann · Gerlinde Löwenstein · Ute Gabler · Erika Kretschmer · Gisela Schirmer · Barbara Reichel · Christa Schollain-Temeier · Brigitte Amm · Sigrid Laube (sternik) | 3:17.25 | Rumunia Emilia Oroș · Maria Draghici · Magda Vladut · Mariana Horvath · Viorica Moldovan · Olimpia Bogdan · Margareta Stoian · Mariana Limpede · Ștefania Borisov (sternik) | 3:18.67 | [ 14 ] [ 11 ] |

## Klasyfikacja medalowa
| Miejsce | Reprezentacja     | Złoto | Srebro | Brąz | Razem |
| ------- | ----------------- | ----- | ------ | ---- | ----- |
| 1.      | ZSRR              | 7     | 2      | 1    | 10    |
| 2.      | RFN               | 2     | 1      | 1    | 4     |
| 3.      | Włochy            | 2     | 0      | 1    | 3     |
| 4.      | Węgry             | 1     | 0      | 0    | 1     |
| 5.      | Czechosłowacja    | 0     | 3      | 2    | 5     |
| 6.      | NRD               | 0     | 2      | 2    | 4     |
| 6.      | Rumunia           | 0     | 2      | 2    | 4     |
| 8.      | Finlandia         | 0     | 1      | 0    | 1     |
| 8.      | Wielka Brytania   | 0     | 1      | 0    | 1     |
| 10.     | Francja           | 0     | 0      | 1    | 1     |
| 10.     | Holandia          | 0     | 0      | 1    | 1     |
| 10.     | Stany Zjednoczone | 0     | 0      | 1    | 1     |
| Razem   | Razem             | 12    | 12     | 12   | 36    |